# Pierre Brossolette
Pierre Brossolette (Parigi, 25 giugno 1903 – Parigi, 22 marzo 1944) è stato un politico, giornalista e partigiano francese.

## Biografia
Nato a Parigi, entrò all'École Normale Supérieure nel 1922 e diventò professore agrégé di storia e geografia nei licei. Sposò Gilberte Bruel nel 1926.
Massone, fu iniziato il 22 gennaio 1927 nella Loggia "Emile Zola" della Grande Loggia di Francia a Parigi, nel 1929 aderì alla Sezione Francese dell'Internazionale Operaia (SFIO). Inizialmente fervido sostenitore delle idee pacifiste ed europeiste di Aristide Briand, sviluppò le sue idee quando prese coscienza della concretezza della minaccia nazista. Aderì alla Ligue des droits de l'homme (Lega dei diritti dell'uomo) e alla Lega internazionale contro l'antisemitismo.
Giornalista in forza a più giornali (l'Europe nouvelle, le Quotidien, le Progrès civique, les Primaires, Notre temps, Excelsior, Marianne e la Terre Libre), oltre che a quello della SFIO, le Populaire, lavorò per Radio-PTT, dalla quale fu licenziato nel mese di gennaio del 1939, quando durante una trasmissione si oppose agli Accordi di Monaco.

## La Seconda guerra mondiale
All'inizio della Seconda guerra mondiale, militò nell'esercito con il grado di luogotenente e fu promosso capitano prima della sconfitta della Francia. Ostile al regime di Vichy, partecipò alla formazione dei gruppi resistenti Libération-Nord e Organisation civile et militaire nella Francia occupata. Più tardi, si avvicinò al Comité d'action socialiste (Comitato d'azione socialista, Cas) e diventò capo della sezione stampa e propaganda della Confrérie Notre-Dame. Quando il regime gli impedì di insegnare, Brossolette e sua moglie aprirono una libreria a Parigi, in rue de la Pompe, che diventò un luogo di incontro e un "fermo posta" dei resistenti.
Nel mese di aprile del 1942, Brossolette partì per Londra, dove, a nome della Resistenza francese, incontrò Charles de Gaulle. Lavorò da lì per il Bureau central de renseignements et d'action (BCRA, il servizio di spionaggio francese), in collegamento con lo Special Operations Executive (SOE, l'omologo britannico del BCRA), e poi, con altri due agenti segreti, André Dewavrin, alias colonnello Passy, numero uno del BCRA, e F. F. E. Yeo-Thomas, alias «le Lapin Blanc», fu paracadutato a Parigi. Il suo obiettivo era unificare i movimenti di resistenza nella zona occupata, e in questa voce fu anche portavoce a Parigi dei "combattenti dell'ombra".
Pierre Brossolette era particolarmente critico nei confronti della Terza Repubblica, che considerava responsabile della sconfitta, e riteneva che la liberazione dovesse essere l'occasione di un grande rinnovamento democratico attraverso un grande "Partito della Resistenza" chiamato a realizzare un'ambiziosa politica di riforma sociale. Un programma comune molto vicino a queste aspirazioni sarebbe stato elaborato dal Conseil National de la Résistance (Consiglio nazionale della resistenza, CNR) nel mese di marzo del 1944, proprio quello della morte di Brossolette.
Tenuto sotto sorveglianza dalla Gestapo, che aveva avuto il suo nome da René Hardy, Brossolette sfuggì più volte all'arresto. Fu catturato il 3 febbraio 1944, durante un controllo di routine mentre cercava di andare in Inghilterra; la Gestapo, che inizialmente non l'aveva riconosciuto, lo arrestò e successivamente, il 19 marzo, lo portò al quartier generale di Avenue Foch. Per ottenere una confessione e nuove rivelazioni sulla Resistenza, Brossolette fu torturato per dieci giorni e mezzo, ma approfittando di un momento di disattenzione delle guardie si lanciò da una finestra al quinto piano il 22 marzo. Ferito gravemente, morì intorno alle 22 dello stesso giorno all'Hôpital de la Pitié, senza aver parlato.
Il 24 marzo dello stesso anno fu cremato al cimitero di Père-Lachaise, dove le sue ceneri furono conservate.
Il 27 maggio 2015, per decisione del presidente della Repubblica François Hollande, le sue ceneri sono state trasferite al Panthéon.